# Yūma Suzuki
Yūma Suzuki (jap. 鈴木 優磨 Suzuki Yūma; ur. 26 kwietnia 1996) – japoński piłkarz występujący na pozycji napastnika. Od 2019 występuje w Sint-Truidense VV.

## Kariera klubowa
Od 2014 roku do 2019 występował w klubie Kashima Antlers.